# Albrecht Grözinger
Albrecht Grözinger (* 25. Mai 1949 in Esslingen am Neckar) ist ein evangelischer Pfarrer und Hochschullehrer für Praktische Theologie an der Theologischen Fakultät der Universität Basel.

## Lebenslauf
Nach einem Studium der evangelischen Theologie an der Eberhard Karls Universität Tübingen und an der Johannes Gutenberg-Universität Mainz trat Albrecht Grözinger ein Vikariat in Stuttgart und in Ötlingen (Stadtteil von Kirchheim unter Teck) an. 1978 erfolgte in Mainz die Promotion zum theologischen Doktor mit der Dissertation Friedrich Naumann als Redner: ein Beitrag zur gegenwärtigen homiletisch-rhetorischen Diskussion. Sodann wurde Grözinger Repetent am Evangelischen Stift in Tübingen. Nach der Assistententätigkeit an der Universität Mainz bei Gert Otto erfolgte 1986 die Habilitation für das Fach Praktische Theologie; gleichzeitig wurde er zum Universitätsprofessor ernannt. Es folgte eine Zeit mit Lehrtätigkeit an den Universitäten Mainz, Heidelberg und Basel. Grözinger ist auch Pfarrer der Evangelischen Landeskirche in Württemberg.

## Lehrtätigkeit als Hochschullehrer
Von 1993 bis 1997 war Grözinger Professor für Praktische Theologie (Lehrstuhl) an der Kirchlichen Hochschule Wuppertal. Seit April 1997 war Grözinger Ordinarius für Praktische Theologie an der Universität Basel. Seit seiner Emeritierung 2016 ist er Mitglied der Ombudsstelle der Universität Basel. Grözinger war auch Präsident der Internationalen Societas Homiletica und geschäftsführender Herausgeber der Zeitschrift Praktische Theologie.

## Forschungsschwerpunkte
Grözingers Forschungsschwerpunkte liegen in den Grundsatzfragen der Praktischen Theologie. Auch Themen der Theologischen Ästhetik und Homiletik beschäftigen Grözinger. Der Frage nach Religion und Kirche in multikulturellen Gesellschaften gilt Grözingers wissenschaftliches Interesse. Zudem machte er die theologische und seelsorgerliche Praxis von Karl Barth und Eduard Thurneysen einer jüngeren Generation zugänglich.

## Publikationen (Auswahl)
- Offenbarung und Praxis: Zum schwierigen praktisch-theologischen Erbe der Dialektischen Theologie, Zeitschrift für Theologie und Kirche, Beiheft 6: Zur Theologie Karl Barths: Beiträge aus Anlaß seines 100. Geburtstags, Mohr Siebeck GmbH & Co. KG, Tübingen 1986, S. 176–193 (Titelseite online: ).
- Praktische Theologie und Ästhetik, München 1987, 2. Auflage München 1991.
- Die Sprache des Menschen. Ein Handbuch. Grundwissen für Theologinnen und Theologen, München 1991.
- Es bröckelt an den Rändern. Kirche und Theologie in einer multikulturellen Gesellschaft, München 1992.
- Differenz-Erfahrung. Seelsorge in der multikulturellen Gesellschaft, Waltrop 1994.
- Praktische Theologie als Kunst der Wahrnehmung, Gütersloh 1995.
- Eduard Thurneysen, in: Christian Möller, Hg.: Geschichte der Seelsorge in Einzelporträts, Band 3, Neukirchen‐Vluyn 1996, S. 277–294.
- Die Kirche – ist sie noch zu retten? Anstiftungen zum Christentum in postmoderner Gesellschaft, Gütersloh 1998, 3. Auflage Gütersloh 2000.
- Toleranz und Leidenschaft. Über das Predigen in einer pluralistischen Gesellschaft, Gütersloh 2004.
- Homiletik (= Lehrbuch praktische Theologie. Bd. 2), Gütersloh 2008.
- Grözinger verfasste zahlreiche Artikel im Biographisch-Bibliographischen Kirchenlexikon (BBKL).